# 尾野真千子
尾野 真千子（おの まちこ、1981年〈昭和56年〉11月4日 - ）は、日本の女優、タレント。奈良県吉野郡西吉野村（現・五條市）出身。身長161.0cm。TOM company所属。

## 経歴
4人姉妹の末っ子として生まれる。1996年春、14歳の時に地元中学校で靴箱の掃除をしている姿が映画監督河瀨直美の目にとまり、1997年の映画『萌の朱雀』で主演デビュー。本作の演技で第10回シンガポール国際映画祭で主演女優賞、第12回高崎映画祭で最優秀新人女優賞を受賞。
2000年、奈良県立御所高等学校（現・奈良県立青翔高等学校）を卒業後に上京し、女優活動を本格的に始める。
2007年、地元・奈良県で撮影された主演映画『殯の森』で10年ぶりに河瀬直美監督とタッグを組み、作品は第60回カンヌ国際映画祭コンペティション部門でグランプリを獲得する。
2010年、水曜ドラマ『Mother』（日本テレビ）において、自らを取り巻く環境に追い込まれネグレクトを行ってしまう母親を演じ、ヒロインを演じた広島発地域ドラマ『火の魚』の演技とともに東京ドラマアウォード2010助演女優賞を受賞。
2010年、奈良県五條市名誉市民の第1号受章者に選ばれる。
2011年、平成23年度下半期のNHK連続テレビ小説『カーネーション』（NHK大阪）のヒロインにオーディションを経て起用され、コシノ三姉妹の母でファッションデザイナー・小篠綾子をモデルとする主人公・小原糸子を演じる。バイタリティあふれる演技が多くの支持を集め、東京ドラマアウォード2012主演女優賞などを受賞。本作はギャラクシー賞のテレビ部門・大賞を朝ドラとして初めて受賞する。
2013年、ドラマ『最高の離婚』（フジテレビ）でメインキャストを務める。また、メインキャストを務めた映画『そして父になる』が、第66回カンヌ国際映画祭コンペティション部門において審査員賞を受賞したことで話題になった。
2017年公開の映画『ナミヤ雑貨店の奇蹟』（廣木隆一監督）で、一人の女性の19歳、27歳、51歳の3世代を演じ分け、第30回日刊スポーツ映画大賞助演女優賞。
2021年、コロナ禍の世相を描いた主演映画『茜色に焼かれる』（石井裕也監督）で多くの苦難に翻弄されながらも信念を持って生きるシングルマザーを演じ各々の賞（受賞詳細は下記受賞歴に記載）を受賞した。

## 人物
- 「真千子」は本名であり、姉3人の名前から1文字ずつ取って命名された[20]。
- 2015年7月、芸能事務所LDHの専務取締役（当時）を務める男性と結婚したが[21]、多忙な中での生活観、価値観の違いから2017年9月に離婚した[22]。2021年5月、沖縄県在住の映画関係者の一般人男性と交際1年で再婚した[23][24]。現在は沖縄県今帰仁村在住で、俳優業のかたわら、同村の「昭和居酒屋 北山食堂」を経営し女将として店を切り盛りしている[25][26]
- 趣味は釣り。所属事務所の先輩俳優である田中隆三の釣り番組に出演したことがきっかけで興味を持ち、人気YouTuber「釣りよかでしょう。」の動画にもたびたび友情出演している[27]。

## 出演

### 映画
- 萌の朱雀（1997年11月1日、ビターズ・エンド） - 田原みちる 役（主演）
- EUREKA（2001年1月20日、サンセントシネマワークス） - 沢井美喜子 役
- ギプス（2001年2月17日、シネロケット） - 大下和子 役（佐伯日菜子とW主演）
- man-hole（2001年3月3日、アースライズ） - 梨絵 役
- あしたはきっと…（2001年5月19日、大映） - 倉持美喜子 役
- リアリズムの宿（2004年4月17日、ビターズ・エンド） - 川島敦子 役
- 世界の中心で、愛をさけぶ（2004年5月8日、東宝） - 松本千恵子（過去） 役
- 茶の味（2004年7月17日、クロックワークス / レントラックジャパン） - 進行役の女の先生 役
- ナイスの森〜The First Contact〜（2006年3月25日、ファントム・フィルム） - ミーコ 役
- I am 日本人（2006年8月5日、ギャガ） - 中山玲子 役
- ありがとう（2006年11月25日、東映） - 古市千栄子 役
- 気仙沼伝説（2006年、劇場未公開） - 串畑加奈子 役
- こおろぎ（2006年、劇場未公開）
- 殯の森（2007年5月29日、組画） - 真千子 役（主演）
- 山のあなた〜徳市の恋〜（2008年5月24日、東宝） - 大学生 役
- ヤーチャイカ（2008年5月31日、アンジェリカ） - 新菜 役（主演）[28]
- クライマーズ・ハイ（2008年7月5日、東映 / ギャガ） - 玉置千鶴子 役
- 旅立ち〜足寄より〜（2009年1月24日、エム・エフボックス） - 菊池絵里子 役
- 真幸くあらば（2010年1月9日、ティ・ジョイ） - 川原薫 役（主演）
- トロッコ（2010年5月22日、ビターズ・エンド） - 矢野夕美子 役（主演）
- 心中天使（2011年2月5日、マコトヤ） - アイ 役（主演）
- 小川の辺（2011年7月2日、東映） - 幾久 役
- 外事警察 その男に騙されるな（2012年6月2日、S・D・P / 東映） - 松沢陽菜 役
- のぼうの城（2012年11月2日、東宝 / アスミック・エース） - ちよ 役[注 1]
- 大奥〜永遠〜［右衛門佐・綱吉篇］（2012年12月22日、松竹 / アスミック・エース） - 柳沢吉保 役
- 探偵はBARにいる2 ススキノ大交差点（2013年5月11日、東映） - 河島弓子 役
- 謝罪の王様（2013年9月28日、東宝） - 宇部美咲 役
- そして父になる（2013年9月28日、ギャガ） - 野々宮みどり 役
- ニシノユキヒコの恋と冒険（2014年2月8日、東宝映像事業部） - マナミ 役
- 魔女の宅急便（2014年3月1日、東映） - おソノ 役
- 神様はバリにいる（2015年1月17日、ファントム・フィルム） - 照川祥子 役
- ソロモンの偽証（松竹） - 中原涼子 役（ナレーション兼任）
  - 前篇・事件（2015年3月7日）
  - 後篇・裁判（2015年4月11日）
- きみはいい子（2015年6月27日、アークエンタテインメント） - 水木雅美 役
- 起終点駅 ターミナル（2015年11月7日、東映） - 結城冴子 役
- エヴェレスト 神々の山嶺（2016年3月12日、東宝 / アスミック・エース） - 岸涼子 役 [29]
- TOO YOUNG TO DIE! 若くして死ぬ（2016年6月25日、東宝 / アスミック・エース） - 亀井なおみ 役[30]
- 後妻業の女（2016年8月27日、東宝） - 中瀬朋美 役[31]
- ミュージアム（2016年11月12日、ワーナー・ブラザース映画） - 沢村遥 役 [32]
- いつまた、君と ～何日君再来～（2017年6月24日、ショウゲート） - 芦村朋子 役（主演）[33]
- ナミヤ雑貨店の奇蹟（2017年9月23日、KADOKAWA / 松竹） - 田村晴美 役[34]
- 素敵なダイナマイトスキャンダル（2018年3月17日、東京テアトル） - 母・富子 役[35]
- 台風家族（2019年9月6日[注 2]、キノフィルムズ） - 鈴木美代子 役[38]
- 影踏み（2019年11月15日、東京テアトル） - 安西久子 役[39]
- 心の傷を癒すということ 劇場版（2021年1月29日、ギャガ） - 安終子 役
- ヤクザと家族 The Family（2021年1月29日、スターサンズ / KADOKAWA） - 工藤由香 役[40]
- 茜色に焼かれる（2021年5月21日、フィルムランド / 朝日新聞社 / スターサンズ） - 田中良子 役（主演）[41]
- 明日の食卓（2021年5月28日、KADOKAWA / WOWOW） - 石橋あすみ 役[42]
- ハケンアニメ!（2022年5月20日、東映） - 有科香屋子 役[43]
- 20歳のソウル（2022年5月27日、日活） - 浅野桂子 役[44][45]
- こちらあみ子（2022年7月8日、ハーベストフィルム） - お母さん・さゆり 役[46]
- サバカン SABAKAN（2022年8月19日、キノフィルムズ） - 久田良子 役[47][48]
- 千夜、一夜（2022年10月7日、ビターズ・エンド） - 田村奈美 役[49]
- 渇水（2023年6月2日、KADOKAWA） - 岩切和美 役[50]
- PLASTIC（2023年7月21日、boid / コピアポア・フィルム） - 主人公イブキの母・ヒトミ 役[51]
- おまえの罪を自白しろ（2023年10月20日、松竹） - 寺中初美 役[52]
- DitO（2024年7月26日、マジックアワー） - 神山ナツ 役[53]
- おいしくて泣くとき（2025年4月4日、松竹） - 30年後の新井夕花 役[54]
- 仏師（2026年公開予定、平成プロジェクト） - 飯田聡美 役[55]

### 短編映画・オムニバス映画
- ひもすがら（1998年製作）
- 笑ひ教（2007年製作）
- 琥珀色のキラキラ（2008年製作、若手映画作家育成プロジェクト） - 道子 役（主演）[56]
- Shikasha（2010年製作） - 母 役（主演）
- honey hole（2012年製作） - 主演[57]
- ブルーハーツが聴こえる 「ハンマー（48億のブルース）」（2014年製作、2017年4月8日公開、日活 / ティ・ジョイ） - 後藤一希 役（主演）[58]
- クソ野郎と美しき世界（2018年製作、2018年4月6日公開、キノフィルムズ）
  - episode.3 「光へ、航る」 - 裕子 役（主演）
  - episode.4 「新しい詩」
- YACHIMUN（2018年製作） - 女 役
- おかあの羽衣（2022年5月5日プレミア上映、平一紘監督） - 波留子 役[59]

### 配信映画
- 新幹線大爆破（2025年4月23日、Netflix） - 加賀美裕子 役[60]

### テレビドラマ
- NHKドラマ館 余命半年 生前給付3000万円の夢（1998年11月14日・11月21日、NHK大阪） - 赤嶺あゆみ 役
- 女性捜査班アイキャッチャー 第1話・第2話（1999年5月19日・5月26日、NHK大阪） - 桐島美香 役
- ひかりのまち（2000年8月26日、北海道テレビ） - 倉島由子 役（主演）
- 土曜特集 介護ビジネス（2001年3月10日・3月17日、NHK総合） - 野上瑞希 役
- shin-D「Ready Made」（2001年9月3日 - 9月24日、日本テレビ）
- 世にも奇妙な物語 春の特別編「無視ゲーム」（2002年3月27日、フジテレビ） - 直美 役
- ケータイ刑事 銭形愛 第4話（2002年10月27日、BS-i） - 弥生 役
- 明日は陽のそばで（2002年11月16日、関西テレビ） - 里中美穂 役
- 人情とどけます〜江戸・娘飛脚〜 第4話（2003年1月31日、NHK総合） - おまき 役
- 怪談新耳袋 第1シリーズ 第22話・第23話 「第三診療室」（2003年2月13日・2月14日、BS-i）
- 月曜ミステリー劇場 湯の町コンサルタント2 加賀百万石殺人事件（2003年7月28日、TBS） - 野上玲子 役
- 恋する日曜日 第1シリーズ 第24話「ゆらゆら〜バカンスはいつも雨」（2003年9月14日、BS-i） - 浜子 役
- ケータイ刑事 銭形舞 第7話（2003年11月16日、BS-i） - 渡邉睦月 役
- 砦なき者（2004年4月2日、テレビ朝日） - 樋口AD 役
- 人間の証明 第4話・第5話（2004年7月29日・8月5日、フジテレビ）
- 大河ドラマ（NHK総合）
  - 義経（2005年） - 義経の正室・萌 役
  - 麒麟がくる（2020年） - 伊呂波太夫 役[61]
- 救命病棟24時 第3シリーズ（2005年1月11日 - 3月22日、フジテレビ） - 橘ゆかり 役
  - 救命病棟24時 第3シリーズ 「アナザーストーリー」（2005年3月29日）
- 積木くずし真相 〜あの家族、その後の悲劇〜 後編（2005年9月3日、フジテレビ）
- 連続テレビ小説
  - 芋たこなんきん（2006年10月2日 - 2007年3月31日、NHK大阪） - 花岡昌江 役
  - カーネーション（2011年10月3日 - 2012年3月31日、NHK大阪） - 小原糸子 役（主演・ナレーション兼任）
  - 虎に翼（2024年4月 - 9月、NHK総合）- 語り
- 東京タワー 〜オカンとボクと、時々、オトン〜（2006年11月18日、フジテレビ） - 由紀子 役
- 役者魂! 第9話（2006年12月12日、フジテレビ） - レポーター 役
- 東京タワー 〜オカンとボクと、時々、オトン〜（2007年1月8日 - 3月19日、フジテレビ） - 坂巻たい子 役
- なでしこ隊〜少女達だけが見た特攻隊・封印された23日間〜（2008年9月20日、フジテレビ） - 孫田智恵子 役
- 警官の血 第一夜（2009年2月7日、テレビ朝日） - 守谷久美子 役
- 空飛ぶタイヤ（2009年3月29日 - 4月26日、WOWOW） - 杉本恭子 役
- 火の魚[62][63]（2009年7月24日、NHK広島） - 折見とち子 役[注 3]
- 外事警察（2009年11月14日 - 12月19日、NHK） - 松沢陽菜 役
- 25分 私が初めて創ったドラマ「ウラ声ボーイズ」（2009年12月21日、NHK BShi） - ヨシムラ響子 役
- 横山秀夫サスペンス 第2話「誤報」（2010年3月21日、WOWOW） - 手塚理絵 役
- Mother（2010年4月14日 - 6月23日、日本テレビ） - 道木仁美 役[注 1]
- MM9-MONSTER MAGNITUDE-（2010年7月7日 - 9月29日、毎日放送） - 朏万里 役（石橋杏奈とW主演）
- ジョーカー 許されざる捜査官 第8話（2010年8月24日・8月31日、フジテレビ） - 根津美代子 役
- ニセ医者と呼ばれて 〜沖縄・最後の医介輔〜 （2010年12月9日、読売テレビ） - 仲前由美 役
- CO 移植コーディネーター 第1話（2011年3月20日、WOWOW） - 須藤亜季 役
- 名前をなくした女神（2011年4月12日 - 6月21日、フジテレビ） - 安野ちひろ 役
- マグマ（2012年6月10日 - 7月8日、WOWOW） - 野上妙子 役（主演）
- サマーレスキュー〜天空の診療所〜（2012年7月8日 - 9月23日、TBS） - 小山遥 役
- 松本清張没後20年特別企画「疑惑」（2012年11月9日、フジテレビ） - 白河球磨子 役（常盤貴子とW主演）
- 最高の離婚（2013年1月10日 - 3月21日、フジテレビ） - 濱崎結夏 役
  - 最高の離婚Special 2014（2014年2月8日）
- 夫婦善哉（2013年8月24日 - 9月14日、NHK大阪） - 蝶子 役（森山未來とW主演）
- 長谷川町子物語〜サザエさんが生まれた日〜（2013年11月29日、フジテレビ） - 長谷川町子 役（主演・ナレーション兼任）
- 足尾から来た女（2014年1月18日・1月25日、NHK総合） - 新田サチ 役（主演・ナレーション兼任）
- 極悪がんぼ（2014年4月14日 - 6月23日、フジテレビ） - 神崎薫 役（主演）
- パンドラ〜永遠の命〜（2014年4月27日、WOWOW） - 田代なつみ 役
- 続・最後から二番目の恋 第5話（2014年5月15日、フジテレビ） - 本人 役（スペシャルゲスト）
- おやじの背中 第6話「父の再婚、娘の離婚」（2014年8月17日、TBS） - 杉本七海 役（主演）
- はなちゃんのみそ汁（2014年8月30日、日本テレビ） - 安武千恵 役[注 1]
- 松本清張〜坂道の家（2014年12月6日、テレビ朝日） - 杉田りえ子 役（主演）
- 十月十日の進化論（2015年3月28日、WOWOW） - 小林鈴 役（主演）
- 洞窟おじさん 完全版 第3話・第4話（2015年10月15日・10月22日、NHK BSプレミアム） - 軽部久美 役[注 4]
- おかしの家（2015年10月21日 - 12月23日、TBS） - 木村礼子 役
- はじめまして、愛しています。（2016年7月14日 - 9月15日、テレビ朝日） - 梅田美奈 役（主演・ナレーション兼任）[64]
- 夏目漱石の妻（2016年9月24日 - 10月15日、NHK総合） - 夏目鏡子 役（主演）[65]
- 狙撃（2016年10月2日、テレビ朝日） - 上月涼子 役（主演）[66]
- この世界の片隅に（2018年7月15日 - 9月16日、TBS） - 黒村径子 役[67]
- tourist ツーリスト 第3話 ホーチミン篇（2018年10月8日、WOWOW） - 立花カオル 役（主演）
- 生田家の朝（2018年12月10日 - 12月26日、日本テレビ） - 生田早苗 役
  - 生田家の朝 2019秋（2019年10月1日 - 10月28日）
- 絶叫（2019年3月24日 - 4月14日、WOWOW） - 鈴木陽子 役（主演）[68]
- 令和元年版 怪談牡丹燈籠 Beauty&Fear（2019年10月6日 - 10月27日、NHK BSプレミアム） - お国 役（主演）[69]
- 心の傷を癒すということ（2020年1月18日 - 2月8日 、NHK大阪） - 安終子 役
- 微笑む人（2020年3月1日、テレビ朝日） - 鴨井晶 役
- 夜のあぐら 〜姉と弟と私〜（2022年4月9日、BS松竹東急） - 春子 役[70]
- グレースの履歴（2023年3月19日 - 5月7日、NHK BS4K・BSプレミアム） - 蓮見美奈子 役[71]
- ケの日のケケケ（2024年3月26日、NHK総合・NHK BSプレミアム4K） - 片瀬響子 役[72][73]
- ライオンの隠れ家（2024年10月11日 - 12月20日、TBS） - 橘愛生 役[74]
- 憶えのない殺人（2025年2月22日、NHK BS / 放送日未定、NHK BSプレミアム4K） - 北嶺亜弓 役[75][76]
- まぐだら屋のマリア（2025年3月29日、NHK BSプレミアム4K） - 有馬りあ（マリア） 役（藤原季節とダブル主演）[77]
- 八月の声を運ぶ男（2025年8月13日、NHK総合） - 恵木幸江 役[78]
- 24時間テレビ ドラマスペシャル『トットの欠落青春記』（2025年8月30日〈予定〉、日本テレビ） - 黒柳朝 役[79]

### 配信ドラマ
- フジコ（2015年11月13日、全6話、Hulu） - フジコ 役（主演）[80]
- 夫のちんぽが入らない 第4話・第6話（2019年3月20日、FOD・Netflix） - 寺田朋美 役
- すべて忘れてしまうから（2022年9月14日 - 11月23日、Disney+） - “F” 役[81][注 5]
- 僕の手を売ります（2023年10月27日 - 、FOD・Amazon  Prime Video） - 大桑雅美 役[82]
- 阿修羅のごとく（2025年1月9日、Netflix） - 里見巻子 役（主演）[83]

### ラジオドラマ
- 岩井俊二プロデュース円都通信 ラジオドラマ第14回作品「東京安息日」（2006年4月29日 - 7月15日、JFN系列） - 藤平洋子 役（主演）
- FMシアター「私は、先生」（2008年7月12日、NHK-FM） - 沢井美幸 役（主演）

### 吹替・アニメ
- ちえりとチェリー（2016年7月30日、ジャパン・スローシネマ・ネットワーク） - 万里恵 役[84]
- みいつけた！ / みいつけた！さん（2017年10月 - 不定期出演、Eテレ） - こまちひめ 役
- ちいさな英雄-カニとタマゴと透明人間- 『サムライエッグ』（2018年8月24日、東宝） - ママ 役[85]
- ミニオンズ フィーバー（2022年7月15日、東宝東和） - ベル・ボトム 役[86]

### ドキュメンタリー
- 万華鏡（1999年、河瀬直美監督）[87]
- 第19回FNSドキュメンタリー大賞ノミネート作品「政と官〜政治主導の挑戦と敗北」（2010年11月1日、フジテレビ） - ナレーション
- 重力に逆らってまで 〜映画監督・西川美和が見た女子ウェイトリフティング〜（2012年6月10日、NHK BS1） - ナレーション
- BS1スポーツドキュメンタリー「あきらめない二人〜激闘 しずちゃん密着1000日〜」（2012年11月18日、NHK BS1） - ナレーション
- 夢を信じる力 しずちゃんと梅津トレーナーの5年（2013年11月30日、NHK） - ナレーション
- きょうの、あきない（2015年4月11日 - 2016年9月24日、TBS、監修：是枝裕和） - ナレーション[88]
- NHK/BBC 国際共同制作「ワイルドジャパン」（2015年7月27日・8月3日・8月10日、NHK BSプレミアム） - ナビゲーター[89]
- SONGS「秦基博 〜祝！10周年スペシャル〜」（2017年6月15日、NHK） - ナレーション
- Life is too short〜佐藤浩市 60年目の役者唄〜（2021年12月30日、BSフジ） - 語り
- ETV特集「ひとりだけど、ひとりじゃない」（2023年4月22日、Eテレ） - 語り
- ETV特集「塀の中で手にした“鏡”」（2023年7月22日、Eテレ）- 語り[90]
- とちスペ 足尾の光と影を描く〜画家 鈴木喜美子（2023年11月17日、NHK宇都宮） - 語り
- The RED LIST -Okinawa- 沖縄　レッドリストを救え　〜獣医師たちの奮闘記〜（2024年3月23日、NHK BSプレミアム4K） - 語り
- 天空の放牧 〜秘境 カラコルム山脈〜（2024年3月26日、NHK BSプレミアム4K） - 語り
- ザ・ノンフィクション 私の父のなれのはて 〜全てを失った男の楽園〜（2024年4月28日、フジテレビ） - ナレーション
- K2西壁 ふたりの軌跡 平出和也と中島健郎が挑んだ空白地帯（2025年3月8日、NHK BSプレミアム4K） - 語り[91]
- 炎のマエストロ　小林研一郎 ―コバケンが指揮者で在り続ける理由―（2025年3月20日、テレビユー福島） - 語り

### TV CM
- 大塚製薬「カロリーメイト」 （2000年3月、2025年7月 - ）[92]
- 大和證券（2001年4月 - 6月）
- 東芝「パラメロ」（2001年5月）
- GEコンシューマー・クレジット 「ほのぼのレイク」（2002年）
- NTT docomo 九州（2004年）
- ダスキン （2004年10月）
- NTT東日本 フレッツ光」（2006年7月 - 2007年3月）
- ロッテ 「ACUO」（2006年11月）
- ローソン「おかいどくん」（2007年4月）
- サッポロビール「ヱビスビール」（2007年6月）
- KIRIN
  - 「キリン濃い味 糖質0」（2012年3月 - 7月）
  - 「キリン 零ICHI（ゼロイチ）」（2018年3月 - 4月）
  - 「氷結ストロング」（2019年3月）
- P&G「さらさ 」（2012年3月 - 2015年1月）
- 阿波座ライズタワーズ（2012年9月）
- マツダ
  - 「フレアワゴン」 -（2013年4月 - 5月）
  - 「フレア」 -（2013年8月 - 2014年9月）
  - 「フレアシリーズ」 -（2014年2月）
- ニュートリー ブイ・クレス -（2013年7月）
- クラシエホームプロダクツ「ディアボーテ HIMAWARI」 - (2015年2月 - 2017年6月）
- 象印マホービン
  - 「南部鉄器 極め羽釜」（2014年7月 - 2017年11月）
  - 「極め羽釜」(2014年8月 - 10月）
  - 「ライスマイルプロジェクト」(2015年9月）
  - 「みまもりほっとライン」（2015年10月）
- 江崎グリコ「アーモンドピーク」(2014年9月 - 2016年9月）
- ポッカサッポロフード&ビバレッジ「じっくりコトコト」（2014年10月）
- 宝酒造「TaKaRa果汁入り糖質ゼロチューハイ」『ゼロ仕立て』(2015年6月）
- ユニバーサル・ミュージック ナオト・インティライミ 「THE BEST！」TV SPOT「尾野真千子」篇（2015年6月）[93]
- ハウス食品「マロニー」（2019年10月 - 2022年10月）
- エフ・ジェー・ネクスト → FJネクストホールディングス - ガーラマンション
  - 「尾野さんと『天気』」篇（2021年8月 - 9月）[94]
  - 「尾野さんと『答えと問い』」篇（2021年8月 - 9月） - 傳谷英里香と共演[94]
  - 「尾野さんと『エントランス』」篇（2023年2月） - 傳谷英里香と共演[95]
  - 「ガーラマンションの女『金魚』」篇（2025年4月 - ） - 傳谷英里香と共演[96][97]
  - 「ガーラマンションの女『ガーラマン』」篇（2025年4月 - ）[97]
- 味の素「JINO」（2021年10月）
- 日本マクドナルド -（2022年8月）

### Webムービー
- ナショナルジオグラフィック日本版15周年記念 SPECIAL SITE - WEB MOVIE STORY.2『闘え、はるか！』（2010年、ナショナルジオグラフィックチャンネル） - はるか 役（主演）
- 日本映画専門チャンネル ステーションID特別版（2015年、日本映画専門チャンネル、紀里谷和明監督）[98]
- 1300年のこころ、見つけました　奈良県観光キャンペーン「R-おとな」 プロモーションムービー（奈良県）[99]
  - 「奈良公園」篇（2015年9月）
  - 「春日大社」篇 /「ならまち」篇（2015年10月）

### オリジナルビデオ
- Grasshoppa! SPECIAL「FROG RIVER」Vol.1 - 4（2001年 - 2003年、伊志嶺一監督）

### MV
- 藤岡正明「交差点」（2001年11月21日）
- 相島一之 & THE BLUES JUMPERS「かたつむりのジャブ」A version（2012年7月18日）
- 桑田佳祐「Yin Yang」（2013年3月13日）
- 氣志團「喧嘩上等」（2014年5月21日）
- 福耳「Swing Swing Sing」（2017年8月23日） - 真由子 役
- 江頭勇哉「ぽろぽろ」（2019年4月17日）
- スカート「あの娘が暮らす街（まであとどれくらい？）」（2019年9月2日）
- 江頭勇哉「実り」（2021年5月14日）
- ASKA「笑って歩こうよ」（2021年7月14日）
- 佐藤浩市「Life is too short」（2021年12月10日）

### 歌唱
- 「ふたりの糸子のうた」（2011年11月2日、EMIミュージック・ジャパン）
連続テレビ小説『カーネーション』劇中歌
「カーネーション オリジナル・サウンドトラック」収録
- 「山の音」（2018年3月14日、TABOO / sony music artists）
映画『素敵なダイナマイトスキャンダル』主題歌
「『素敵なダイナマイトスキャンダル』 オリジナル・サウンドトラック」収録
- 「地球最後の日」（2018年4月5日、ワーナーミュージック・ジャパン）
映画『クソ野郎と美しき世界』エンディング曲
歌唱：稲垣吾郎、草彅剛、尾野真千子
「クソ野郎と美しき世界 THE BASTARD AND THE BEAUTIFUL WORLD -Original Soundtrack-」収録

### その他
- 自治省 グリーンジャンボ宝くじ ポスターモデル（2000年）
- サッポロビール 赤星★探偵団 2代目団長（2017年5月 - 2018年3月）
- 奈良県五條市観光PR ポスターモデル（2019年9月 - ）

## 書籍

### 写真集
- つきのひかり あいのきざし（2018年10月31日、リブロアルテ、撮影：川島小鳥）ISBN 978-4-8021-3126-1
- 写真　阿修羅のごとく（2025年1月21日、青幻舎、撮影：瀧本幹也）ISBN 978-4-86152-979-5

## 受賞歴

### 映画
- 1997年度
  - 第10回シンガポール国際映画祭 主演女優賞『萌の朱雀』[101]
  - 第12回高崎映画祭 最優秀新人女優賞『萌の朱雀』

- 2008年度
  - 第4回おおさかシネマフェスティバル 助演女優賞『クライマーズ・ハイ』『ヤーチャイカ』[102]

- 2013年度
  - 第37回日本アカデミー賞
    - 優秀主演女優賞『そして父になる』
    - 優秀助演女優賞『探偵はBARにいる2 ススキノ大交差点』

- 2017年度
  - 第30回日刊スポーツ映画大賞・石原裕次郎賞 助演女優賞『 ナミヤ雑貨店の奇蹟』[103]
  - 第41回日本アカデミー賞 優秀助演女優賞『ナミヤ雑貨店の奇蹟』

- 2021年度
  - 第13回TAMA映画賞 最優秀女優賞『茜色に焼かれる』『明日の食卓』『ヤクザと家族 The Family』『 心の傷を癒すということ 劇場版』[104]
  - 第44回山路ふみ子映画賞 山路ふみ子女優賞『茜色に焼かれる』『明日の食卓』[105][106]
  - 第43回ヨコハマ映画祭 主演女優賞『茜色に焼かれる』[18]
  - 第76回毎日映画コンクール 女優主演賞『茜色に焼かれる』[16]
  - 第95回キネマ旬報ベスト・テン 主演女優賞『茜色に焼かれる』『ヤクザと家族 The Family』[15]
  - おおさかシネマフェスティバル2022 主演女優賞『茜色に焼かれる』[107]

- 2022年度
  - 第47回報知映画賞 助演女優賞『20歳のソウル』『サバカン SABAKAN』『千夜、一夜』[108]
  - 第44回ヨコハマ映画祭 審査員特別賞『ハケンアニメ!』のスタッフ・キャスト[109]
  - 第46回日本アカデミー賞 優秀助演女優賞『ハケンアニメ!』[110]
  - おおさかシネマフェスティバル2023 助演女優賞『サバカン SABAKAN』[111]

### テレビドラマ
- 2009年度
  - 第36回放送文化基金賞 演技賞『火の魚』[112][リンク切れ]

- 2010年度
  - 東京ドラマアウォード2010 助演女優賞『火の魚』『Mother』[113][リンク切れ][114]

- 2012年度
  - 第72回ザテレビジョンドラマアカデミー賞 主演女優賞『カーネーション』[115]
  - 東京ドラマアウォード2012 主演女優賞『カーネーション』[116]
  - 第37回エランドール賞 新人賞『カーネーション』ほか[117]
  - 第21回橋田賞 新人賞『カーネーション』[118]
- 2013年度
  - 第76回ザテレビジョンドラマアカデミー賞 助演女優賞『最高の離婚』[119]
  - 第39回放送文化基金賞 演技賞『最高の離婚』[120][リンク切れ][121]

### その他
- 2010年度
  - 奈良県五條市名誉市民[8]

- 2011年度
  - 文化庁 関西元気文化圏賞 ニューパワー賞『カーネーション』[122][リンク切れ]
  - 第7回奈良ゾンタ賞[123]

- 2012年度
  - VOGUE JAPAN Women of the Year 2012[124]

- 2016年度
  - @cosme ベストビューティストアワード2016 ベストビューティスト[125]

- 2017年度
  - 全日本シーエム放送連盟 57th ACC TOKYO CREATIVITY AWARDS フィルム部門 演技賞（象印マホービン「南部鉄器極め羽釜」『この90秒で人生が劇的に美味しくなる。』）[126]